# NGC 3084
NGC 3084 is een balkspiraalstelsel in het sterrenbeeld Luchtpomp. Het hemelobject werd op 26 maart 1835 ontdekt door de Britse astronoom John Herschel.

## Synoniemen
- IC 2528
- ESO 499-29
- MCG -4-24-10
- PGC 28841